# 1916年德克萨斯飓风
1916年德克萨斯飓风（英語：1916 Texas hurricane）力道强劲，移动迅速，于1916年8月在牙买加和德克萨斯州南部构成大面积破坏。气旋以四级飓风强度登陆德克萨斯州，是30年来袭击美国的最强热带气旋。风暴共持续八天，先后穿越加勒比海和墨西哥湾，共造成37人死亡，其经济损失约1180万美元。
飓风存在大部分时间的天气观测记录有限，其发展历程主要源自2008年大西洋飓风再分析计划根据少量数据的推断。估计气旋源自扰动天气，于8月12日组织成小型热带风暴并在不久后经小安的列斯群岛进入加勒比海。8月15日，系统以飓风强度掠过牙买加南岸并夺走17条人命。狂风肆虐仅数小时后，该岛所有香蕉种植园都变得满目疮痍，椰子和可可作物同样受到重创。南部各区灾情最为突出，大量庄稼和建筑破坏严重，损失总额约为1000万美元。接下来风暴经尤卡坦海峡进入墨西哥湾，强度按现代萨菲尔-辛普森飓风风力等级达到大型飓风标准。
8月16日夜间，气旋以持续风速每小时215公里强度从德克萨斯州巴芬湾附近登陆。许多沿海城市建筑夷为平地，科珀斯克里斯蒂及周边社区受灾最为严重。高达2.8米的风暴潮摧毁海滨建筑，强烈阵风和暴雨重创该州南部农村地区，城镇及外围农业地区均未幸免。当地铁路和公共设施普遍受到影响，造成大面积停电。八个城镇刷新24小时降雨量纪录，其中又以哈灵根最高，达150毫米。洪水在美墨边境军营肆虐，驻地三万民兵被迫转移。德克萨斯州的财产损失总额达到180万美元，共有20人遇难。飓风在德克萨斯州西南部上空迅速减弱，最终于8月20日在新墨西哥州附近消散。

## 气象历史
据美国国家气象局记载，1916年德克萨斯飓风的移动路线与大部分八月经过尤卡坦海峡的飓风类似，但行进始终异常快速。估计风暴源自8月8日非洲附近的扰动天气，但因观测数据不足，无法确定系统何时开始朝热带气旋发展，直至8月12日附近船只测得时速64公里大风才确定巴巴多斯东面有热带风暴形成。此后三天，没有其他船只或气象站测得低气压或强度接近的阵风，气旋沿亚速尔高压南部边缘向西进入加勒比海东部。2008年大西洋飓风再分析计划的研究结果表明，风暴在此期间稳步增强，估计于8月15日在伊斯帕尼奥拉岛以南达到飓风强度。与此同时，气旋略朝西北偏西转向，当天就以风力时速135公里强度从牙买加南侧掠过。开曼群岛附近船只附得时速89公里大风，这也是风暴存在期间海上测得的最大风速。飓风继续强化，于8月17日经尤卡坦海峡进入墨西哥湾。
进入墨西哥湾开放海域上空后，风暴的观测记录依然很少，测得的最大风力仅限边缘产生的阵风。8月17日，气旋在尤卡坦半岛以北近海达到大型飓风强度，风暴逼近德克萨斯州海岸后，相关报道急剧增多。8月18日，气旋在墨西哥湾西部达到四级飓风标准，外围雨带当天清晨开始抵达科珀斯克里斯蒂附近海岸。当晚，风暴中心以最大持续风速每小时210公里，中心气压932毫巴（百帕，27.52英寸汞柱）强度从德克萨斯州巴芬湾（Baffin Bay）附近登陆。这些数据表明飓风是1916年大西洋飓风季最强劲的热带气旋。从气压数值判断，1916年德克萨斯飓风是1886年后登陆美国的最强风暴。气旋登陆时的最大风速半径为47公里，表明风暴规模大于平均水平。最强风速和最低气压均非直接测量值，而是由飓风再分析计划根据风暴潮模型和气压风速换算标准等外围数据推断得出。多位研究人员曾在20世纪通过类似手段分析此次登陆，他们一致认为袭击德克萨斯州的是大型飓风。气旋快速深入该州西部内陆并逐渐减弱，于8月19日弱化成热带低气压，最终于20日在佩科斯河谷内的德克萨斯州和新墨西哥州边界附近退化成低压槽。

## 防灾措施和影响

### 加勒比海

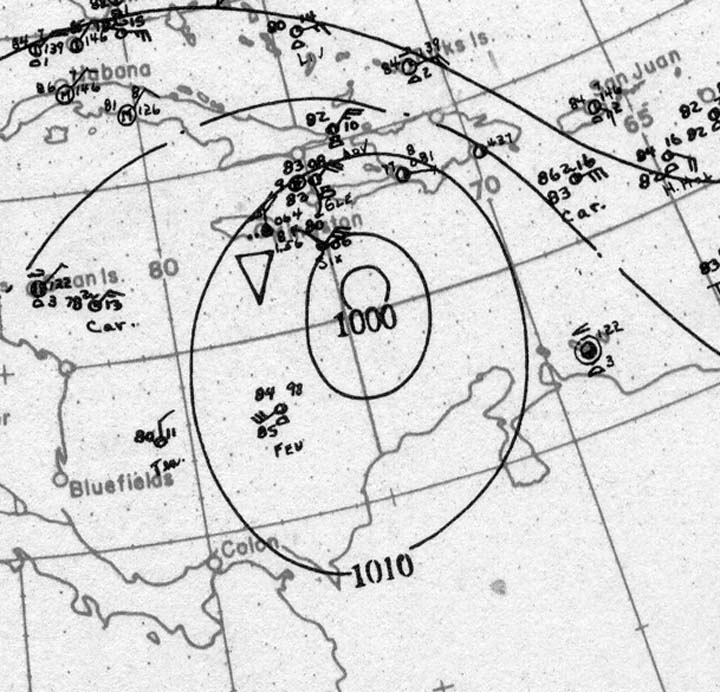
8月15日飓风逼近牙买加的地面天气分析图

8月12至13日，气旋经过小安的列斯群岛。当地风力不强，持续风速最高的安地卡岛也只达到每小时35公里，海上风力达到热带风暴下限。特立尼达和多巴哥的圣费尔南多某气象站在系统经过期间测得11毫米雨量。8月16日，气象机构针对古巴瓜纳阿卡维韦斯半岛附近的尤卡坦海峡发布飓风强度狂风警告。古巴及中美洲多个港口的海上交通暂停，直至情况好转到可以恢复为止。
8月15日夜间，飓风经过牙买加南侧，对直辖殖民地构成沉重打击，导致17人丧生，成千上万居民流离失所。美国国家气象局并未预测风暴登陆牙买加，但当地《拾穗者报》（The Gleaner）认为气旋云淡风轻的风眼曾经过京斯敦及至少四个南部行政区上空。牙买加南半部灾情最为严重，北部各区也有部分庄稼受损，损失总额估计为1000万美元。牙买加农作物以香蕉损失最大，多个社区和行政区的大部分香蕉毁于一旦，特别是该岛东半部:3。据美国驻牙买加领事馆透露，当地所有香蕉作物都受到一定程度破坏。位于该岛东南沿海的巴斯（Bath）灾情严重程度创下1903年牙买加飓风以来新高。该岛东部的香蕉种植带被彻底摧毁，风暴逼近巴斯期间就推倒5000棵成熟的香蕉树，当地香蕉作物基本毁于一旦。糖类作物和波特兰区的椰子与可可同样损失惨重:1，估计受损的可可作物有三到五成。8月15日夜间， 鲍登（Bowden）的风速达到每小时130公里，导致电报通讯中断，大量建筑和香蕉树受损:1。持续数小时的强烈阵风将圣托马斯区所有果树刮倒，大量电报线路中断。安诺托贝许多民房移位，屋顶坍塌:1。暴雨致使多条河流泛滥成灾，漫过桥梁导致无法通行:3。
狂风致使电报电话线路受损，京斯敦与其他各区的通讯中断48小时，加大向外界传播灾情的难度。京斯敦的最大持续风速达到每小时116公里，阵风时速估计有137公里:1，该市某气象站测得40毫米降水。倒塌的树木砸中关键电缆引发停电，电车无法运行:1，电缆中断还导致一名女子触电身亡:3。京斯敦夜间陷入黑暗，促使警方警告行人不要在城区街道逗留:1。京斯敦和圣安德鲁区大部分房屋破坏程度较轻，基本只有质量最差的建筑受损:1。京斯敦居民和商业区都有民宅、围栏和标志遭受破坏。沿海码头附近的木棚铁皮屋顶被风刮落。道路堆满瓦砾，甚至有房屋被风刮倒在公路上。狂风激起大浪，令京斯敦港部分船只沉没或搁浅，其中一起沉船事故导致两人遇难。圣凯瑟琳区的农作物遭受重大损失，其中包括京斯敦至西班牙镇间损伤严重的香蕉树，椰子及其他大型树木也未能幸免。飓风过去后，牙买加政府计划协助农户重栽作物，并拨款2.1万英镑用于救灾:4。香蕉业的重创导致铁路运输需求下降，进而迫使牙买加铁路公司裁员。

### 德克萨斯州
| 地点                    | 损失      |
| ----------------------- | --------- |
| 爱丽丝                  | 十万美元  |
| 阿兰萨斯帕斯            | 15万美元  |
| 科珀斯克里斯蒂          | 50万美元  |
| 金斯维尔                | 十万美元  |
| 罗克波特                | 7.5万美元 |
| 圣地亚哥                | 五万美元  |
| 格兰德河谷 （多个城镇） | 30万美元  |
| 其他地区                | 50万美元  |
| 合计                    | 180万美元 |

美国国家气象局最早于8月13日早上根据圣基茨岛的观测信息公布风暴位置和动向，针对飓风沿途船只发布的警报促使20艘汽船停靠路易斯安那州新奥尔良。风暴起初范围狭小，而且缺乏观测数据，导致气象局难以确定中心位置，该机构同月监控的另外两个热带气旋也存在类似问题。随着气旋逐渐逼近，气象部门于8月18日发布飓风警告，通过电话及电报告知卡梅伦县向北直至卡尔霍恩县居民飓风即将来袭。新奥尔良棉花交易所的收盘价格比前一天高七到九个百分点，纽约棉花交易所上涨十至12点。
面对海面上涨，加尔维斯敦居民乘城际电车和特派火车转移到大陆，车厢满载运作，该岛成千上万的居民撤离。考虑到可能会有更多人员需要疏散，南太平洋运输公司另一组车厢在西布鲁克（Seabrook）待命。8月18日，科珀斯克里斯蒂动用100辆汽车把高危地区的妇女和儿童转移到商业区更加牢固的建筑，让他们在银行、酒店、学校和市政厅躲避。但由于迷信科珀斯克里斯蒂不会遭受破坏力度大的风暴袭击，许多市民没有采取措施保护财产。许多人为避免重蹈1915年加尔维斯顿飓风覆辙选择离开加尔维斯顿前往科珀斯克里斯蒂，被来袭气旋杀个措手不及。驻布拉索斯岛（Brazos Island）美国海岸警卫队把伊莎贝尔港（Port Isabel）近海帕德雷岛的暑期居民转移。
飓风导致海况恶劣，“飞机员男孩号”（Pilot Boy）汽船在阿兰萨斯港（Port Aransas）的海港入口处沉没，六名船员遇难。德克萨斯州沿海水位上涨，科珀斯克里斯蒂的风暴潮达2.8米，加尔维斯顿1.2米。风暴移动很快，所以风暴潮的持续时间不长，但破坏力度依然极强，科珀斯克里斯蒂湾（Corpus Christi Bay）的栈桥全部被毁，科珀斯克里斯蒂大段堤道被水冲走。阿兰萨斯水道灯塔一户民居和多个屋外厕所受损，当地居民有生以来首次看到马德雷湖沿岸遍布浮木。
协调世界时8月18日晚22点，正处四级飓风强度的风暴从巴芬湾附近上岸，比气象机构预测约早一小时。德克萨斯州南部大范围地区受到破坏，并以沿海灾情最为严重，特别是科珀斯克里斯蒂、金斯维尔和努埃塞斯县比肖普（Bishop）三个城市。8月18日下午18:30，圣安东尼奥至布朗斯维尔所有的西联汇款通讯线路中断，导致当地早期灾情难以向外界传播，经济损失约五万美元。科珀斯克里斯蒂距气旋登陆点约有70公里，气象站的风速计测得时速140公里狂风后损坏。8月18日早上，该市开始出现雷暴和飑，当晚风力达到飓风强度，大部分建筑受到破坏，但风速到8月20日已大幅降低。部分暑期村舍被毁，商业区完全被淹，造成价值不菲的损失，还有大量盐杉倒塌。海滨地区灾情最为严重，所有码头和附属建筑被毁。沐浴场馆全部倒塌，还有一条游乐码头毁于一旦。科珀斯克里斯蒂湾大部分沿海公寓楼变成漂浮的瓦砾，科珀斯克里斯蒂的供电也在风暴期间中断。保守估计该市的经济损失在25至50万美元范围，沿海有三人溺毙。
阿兰萨斯水道和罗克波特附近社区的破坏程度“相当严重”，罗克波特包括市政厅在内的大量建筑被毁，几乎所有建筑都受到影响。阿兰萨斯港大量框架建筑、栈桥及各种沿海建筑被大浪冲垮。拉瓦卡港许多小型船只受损，渔业和牡蛎业损失惨重，海滩房屋被毁。卡尔霍恩县奥康纳港（Port O'Connor）及周边遭遇时速120公里狂风，导致民房受损，酒店屋顶坍塌。狂风还令海水深入内陆，锡德里夫特（Seadrift）的循道宗联合会爱华斯同盟附近许多小船搁浅，地面被淹。里菲吉奥县奥斯特韦尔（Austwell）派出救援火车前往奥康纳港转移灾民。波特兰（Portland）的湾景学院（Bay View College）因建筑损毁严重永久关闭。金斯维尔狂风肆虐，部分民居和商户失去屋顶，城区一座车库倒塌，其中多辆汽车被毁。伊利诺伊州州长爱德华·菲茨西蒙斯·邓恩（Edward Fitzsimmons Dunne）数日前在美墨边境视察陆军兵营，结果他在金斯维尔遇上风暴，兵营也受到摧残。金斯维尔以南约24公里的克雷伯县里维埃拉（Riviera）所有房屋受损，大部分毁于一旦。附近度假小镇里维埃拉海滩（Riviera Beach）所有的商铺、便利设施和大部分民居被毁，许多居民因此搬离，定居点随之消失。加尔维斯顿的风速为每小时80公里，导致两户民房被毁。

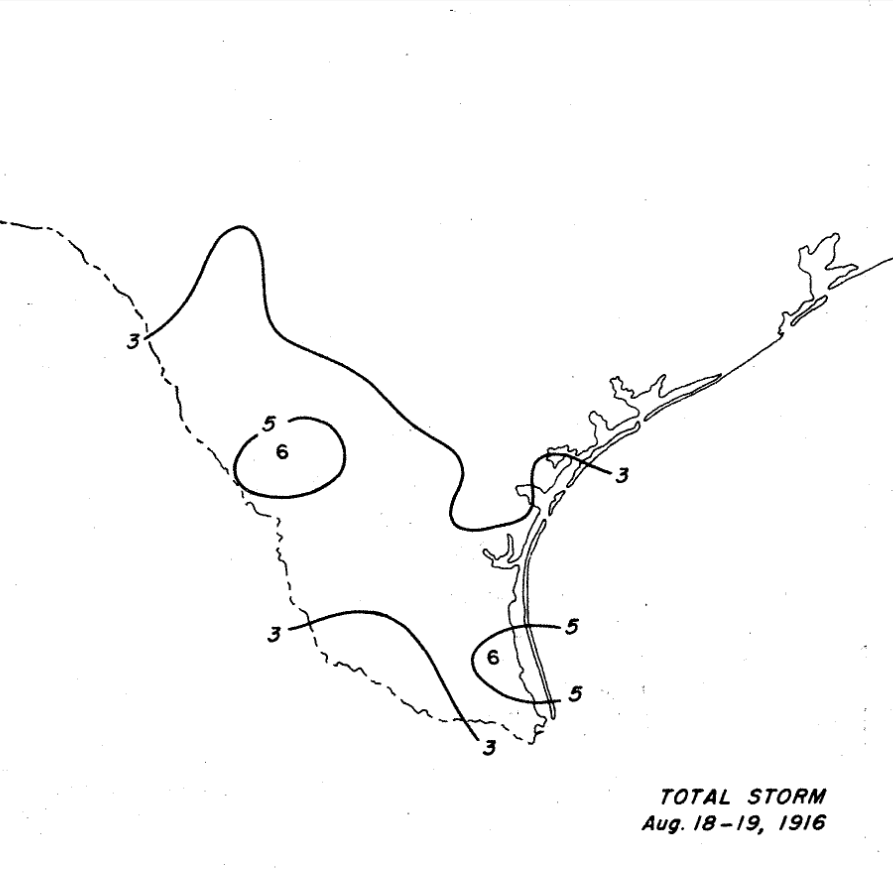
飓风在德克萨斯州的降水分布

行经德克萨斯州南部期间，风暴中心前方及右侧普降中到大雨。哈灵根沿海降水最多，达到150毫米；另一个暴雨带集中在德克萨斯州西南部山区。包括哈灵根在内的八个城镇刷新24小时降雨量纪录，狂风暴雨导致农作物受损严重，其中棉花占到经济损失总额的大头。拉瓦卡县夏纳（Shiner）约三分之一的棉花作物被毁，部分地点刮落在地的山核桃过半。不过，事实证明风暴对维多利亚县的棉花收成有利，因为大风刮落多余的枝叶能促使棉花增产。气旋将比维尔大量农场和小型建筑夷平。布朗斯维尔部分平板玻璃窗破损，树木和围栏倒塌。布朗斯维尔地区部分民兵营地也被大雨淹没，价格数千美元的政府装备被毁，其中包括许多易腐军需品。风暴将帐篷夷为平地，导致四名军人受伤。当地所有军营只能暂时废弃，三万人在伊达尔戈县梅赛德斯（Mercedes）和米申的公共建筑避难。格兰德河上游位于拉雷多境内河段沿线也有类似灾情，一些小型建筑和通讯杆倒塌。部分电缆中断，迫使有关部门切断大部分城区电力供应。格兰德河沿线破坏范围甚广，但整体程度较轻。
圣安东尼奥和阿兰萨斯水道铁路部分路段因瓦砾堆积无法通行，国际–大北方铁路也有路段停运。当地其他火车运输普遍延误12至18小时，铁路及其他公共设施的损失总额超过30万美元。受到影响的铁路公司派出上千名工作人员修复铁路。风暴破坏范围深入内陆，尤瓦尔迪县蒙特尔（Montell）部分框架结构住宅受损，风车倒塌，奥斯汀都出现强风和阵雨，圣安东尼奥的风速达到每小时109公里。德克萨斯州共计20人死亡，经济损失估计为180万美元。